# Recenzija
Recenzíja ali recénzija (lat. recensio ali pregled) je prikaz strokovnega mnenja, sodbe o (novem) znanstvenem ali umetniškem delu, zlasti glede na kakovost. V splošnem je ocena kakšne objave, na primer: filma, video ali računalniške igre, glasbene kompozicije, knjige, znanstvenega članka, ali dela kakšne opreme ali naprave, kot so: avtomobil, električna naprava ali računalnik.